# Mestna avtobusna linija št. 1D (Ljubljana)
Mestna avtobusna linija številka 1D Mestni log – Dolgi most P+R je bila ena izmed avtobusnih linij javnega mestnega prometa v Ljubljani, ki je obratovala med 3. junijem 2010 in 28. februarjem 2011. Potekala je  znotraj četrtne skupnosti Vič, ki je vložila pobudo za obratovanje linije, po jugozahodnem delu Ljubljane in je povezovala avtobusni obračališči Mestni log in Dolgi most P+R, zato je imela značaj prestopne linije.

## Zgodovina
Linija je pričela z obratovanjem 3. junija 2010. Novo razvijajoča se naselja ob Cesti dveh cesarjev, Cesti v Gorice in Cesti v Zgornji log dotedaj niso bila povezana s sistemom javnega prevoza. Po dobrem tednu obratovanja je bil njen obratovalni čas podaljšan za eno uro, in sicer zjutraj s 6.00 na 5.00.
1. marca 2011 je linija zaradi nerentabilnosti prenehala z obratovanjem. V povprečju je avtobus na liniji prepeljal 30 potnikov dnevno ob zaslužku 24 evrov in stroških obratovanja 500 evrov.  